# Secret
"Secret" je prvi singl američke pjevačice Madonne s njenog šestog studijskog albuma Bedtime Stories. Pjesma je puštena kao singl u rujnu 1994., te je po cijelom svijetu dospjela u 10 najboljih singlova na ljestvicama (u SAD-u je dospjela na 3., a UK-u na 5. mjesto najboljih singlova). 2001. je pjesma uključena na GHV2, a 2009. na Celebration, kompilacije najvećih hitova.

## O singlu
"Secret" su izvorno napisali Madonna i Shep Pettibone, s kojim je surađivala na prošlom albumu Erotica 1992., ali je po izlasku pjesme kao singla bilo oduzeto priznanje Pettiboneu, sve do remixa kompilacije Madonninih hitova GHV2. Do tada su se kao producenti vodili Madonna i Dallas Austin.
Ono što je bilo neobično za sredinu 90-ih, je to da je Madonna promovirala svoj singl na internetu. Mogao se poslušati dio pjesme koji je trajao 30-ak sekundi uz naslovnicu albuma koji tada još nije bio izdan. Uz ovo je Madonna ostavila i poruku koja je glasila:
Pozdrav svima! Dobrodošli u verziju intimnosti 90-ih. Čujete me... Vidite me... Ali me ne možete dotaknuti... prepoznajete li moj glas?... To sam ja, Madonna. Ne rijetko kopirana, ali nikada uspješno. Ili da bolje kažem, ne rijetko iritirana?
Ako vam se sviđa, možete downloadirati zvuk s mog novog singla "Secret" s mog novog albuma "Bedtime Stories" koji izlazi sljedeći mjesec. Upravo sam snimila glazbeni video za pjesmuu New Yorku, a premijeru nekih dijelova možete pogledati na ovoj stranici. Zato uskoro provjerite. U međuvremenu možete ostaviti komentar kako vam se sviđa nova pjesma. I ne vjerujte onima koji se predstavljaju kao ja. 
Zadnji dio poruke se odnosio na korisnika chata koji su se predstavljali kao Madonna.
Pjesma se našla na kompilacijama najvećih hitova 2001. GHV2 i 2009. Celebration.
Na turnejama je Madonna ovu pjesmu izvela tijekom Drowned World Tour 2001. i u Houstonu na Sticky & Sweet Tour 2008. na zahtjev publike.

## Glazbeni video
Ovaj crno-bijeli video je režirala Melodie McDaniel i snimljen je 9. rujna 1994. u ulicama Harlema u New Yorku. Video započinje tako što Madonna pjeva u klubu, a kako video odmiče, prikazuje ju kako šeće ulicom i traži svoj dom s dečkom i djetetom. Ubacuju se scene transvestita i religijskih obilježja kao što su preporađanje i prokletstvo.
Postoji i službena verzija videa u kojoj se koristi remix pjesme Junior Vasqueza.

## Službene verzije singla
| Američki CD Maxi-Singl (9 41772-2) 1. "Secret" (Radio Edit) — 4:30 2. "Secret" (Junior's Luscious Single Mix) — 4:16 3. "Secret" (Junior's Luscious Club Mix) — 6:17 4. "Secret" (Junior's Luscious Factory Mix) — 10:17 5. "Secret" (Some Bizarre Mix) — 9:48 6. "Secret" (Allstar Mix) — 5:10 Australski/Europski CD Maxi-Singl (9362-41785-2) 1. "Secret" (Radio Edit) — 4:30 2. "Let Down Your Guard" (Rough Mix Edit) — 4:33 3. "Secret" (Instrumental) — 5:03 4. "Secret" (LP Version) — 5:04 Europski CD Maxi-Singl (9362-41806-2) 1. "Secret" (Junior's Luscious Single Mix) — 4:16 2. "Secret" (Junior's Extended Luscious Club Mix) — 7:57 3. "Secret" (Junior's Luscious Dub) — 6:21 4. "Secret" (Junior's Sound Factory Mix) — 10:18 5. "Secret" (Junior's Sound Factory Dub) — 7:58 | Američki singl s 2 pjesme(2-18035) 1. "Secret" (Album Version) — 5:05 2. "Secret" (Instrumental) — 5:05 Japanski CD Maxi-Singl (WPCR-170) 1. "Secret" (Junior's Luscious Single Mix) — 4:16 2. "Secret" (Junior's Extended Luscious Club Mix) — 7:57 3. "Secret" (Junior's Luscious Dub) — 6:21 4. "Secret" (Junior's Sound Factory Mix) — 10:18 5. "Secret" (Junior's Sound Factory Dub) — 7:58 6. "Secret" (Some Bizarre Mix) — 9:48 7. "Secret" (Allstar Mix) — 5:10 8. "Secret" (Radio Edit) — 4:30 |

## Upjeh na ljestvicama
| Ljestvica (1994)                     | Pozicija |
| ------------------------------------ | -------- |
| Australija                           | 5        |
| Austrija                             | 11       |
| Europa                               | 4        |
| Francuska                            | 2        |
| Irska                                | 16       |
| Italija                              | 2        |
| Japan                                | 2        |
| Kanada                               | 1        |
| Nizozemska                           | 20       |
| Novi Zeland                          | 5        |
| Njemačka                             | 29       |
| Švedska                              | 12       |
| Švicarska                            | 1        |
| Ujedinjeno Kraljevstvo               | 5        |
| U.S. Billboard Hot 100               | 3        |
| U.S. Billboard Pop Songs             | 3        |
| U.S. Billboard Hot Dance Club Play   | 1        |
| U.S. Billboard Adult Contemporary    | 2        |
| U.S. Billboard Hot R&B/Hip-Hop Songs | 14       |
| U.S. ARC Weekly Top 40               | 1        |

| Država            | Certifikacija |
| ----------------- | ------------- |
| Francuska         | Srebrna       |
| Sjedinjene Države | Zlatna        |

| Ljestvica (1994)     | Pozicija |
| -------------------- | -------- |
| US Billboard Hot 100 | 84       |
| Australija           | 46       |
| Ljestvica (1995)     | Pozicija |
| US Billboard Hot 100 | 71       |